# Одудуа
Одудуа (Одува, Одудува, Одуа) (XII ст.) — напівміфічний засновник держави Іфе (Іле-Іфе). Вважається родоначальником династій різних незалежних держав народу йоруба. Нині шанований як герой і батько нації йоруба та є важливою частиною релігії йоруба. За різними варіантами, його ім'я перекладається як «Сила матки, що створює світ» або «Володар, що створює дійсність».

## Життєпис
Походження його невідомо. За легендою народу хауса був вождем кочівників, що прийшов зі сходу. Син Ламуруду. Начебто його предка — Кісру — після поразки від пророка Мухаммада було вигнано з Мекки в Аравії. Втім ймовірно цей міф з'явився в часи активного поширення ісламу на цих землях.
Ще за іншою версією вони були берберами з півдня Єгипту, що згодом переселилися до Борго. Саме тут Одудуа спадкував місто-державу, звідки почав здійснювати походи. За останніми дослідженнями вважається вождем громади Оке-Ора, що було найсхіднішим серед поселень йоруба. роте більшість легенд свідчить, що Одудуа не належав до йоруба.
Близько 1100 року, перейшовши пагорби, він вдерся до долини Іфе. Вів багаторічну війну проти союзу 13 племен долини Іфе на чолі з Обаталою (або оба Тала), вождем-жерцем поселення Іфе. Здолавши усіх створив першу державу, об'єднавши навколишні племена й громади-елу. Перетворив Іфе на значне місто. Впровадив титул ооні (володаря). При цьому знать становила невеликий прошарок з військовиків-загарбників, що прийшли з Одудуа.
Ймовірно держава Ододуа являла собою міцну федерацію підкорених племен і громад йоруба, оскільки після його смерті (або наприкінці життя) вона розпалася, утворивши низку держав: Ову на чолі з онуком Ову, Кету — сином Сопасаном, Іла — іншим сином Орангуном, Сабе — сином Оканбі. Інший син заснував державу Ікане, а онук від Оканбі — Попо. Ще один онук Ораньян заснував державу Ойо. Власне Іфе отримав інший син Одудуа — Осанганган Обамакін.
Після смерті його обожествили. Головними центрами поклоніння Одудві є Іфе, частково Ойо та Адо. Через африканських рабів культ Одудуа опинився на Кубі, де зазнав низки змін. В африканських культах Бразилії вважається творцем Землі, води та неба.